# Mihai Bravu (metrostation)
Mihai Bravu is een metrostation in Boekarest, dat bediend wordt door de metrolijnen M1 en M3. Het station werd geopend op 28 december 1981 en is genoemd naar de Walachijsche vorst Michaël de Dappere (Roemeens: Mihai Viteazul). De dichtstbijzijnde stations zijn Timpuri Noi en Dristor.
Van Dristor 2 tot Pantelimon:
Dristor 2 · Piața Muncii · Iancului · Obor · Ştefan cel Mare · Piața Victoriei · Gara de Nord 1 · Basarab · Crângaşi · Semănătoarea · Grozăveşti · Eroilor · Izvor · Piaţa Unirii · Timpuri Noi · Mihai Bravu · Dristor 1 · Nicolae Grigorescu · Titan · Costin Georgian · Republica · Pantelimon